# Servília Cepião
Servília Cepião (em latim: Servilia Caepionis), dita Servília Maior, foi uma patrícia romana, descendente de Caio Servílio Ahala, amante de Júlio César, esposa de Décimo Júnio Silano e de Marco Júnio Bruto, o Velho,[carece de fontes?] com quem teve Bruto (assassino de César), sogra de Cássio (outro assassino de César) e meia-irmã de Cato, o Jovem.
Ela era filha de Quinto Servílio Cepião, o Jovem, irmã de Quinto Servílio Cepião e meio-irmã de Marco Pórcio Catão Uticense (Catão, o Jovem) e Pórcia Catão.
Sua filha [carece de fontes?] Júnia Segunda, meio-irmã de Bruto, foi casada com o triúnviro Lépido, com quem teve um filho, Marco Emílio Lépido Menor, executado por planejar o assassinato de Otaviano.
Outra filha, [carece de fontes?], Júnia Tércia, meio-irmã de Marco Júnio Bruto e sobrinha de Catão, o Jovem, casou-se com o senador Caio Cássio Longino.
Marco Júnio Bruto e Caio Cássio Longino foram assassinos de Júlio César.

## Na cultura popular
- Foi interpretada pela atriz escocesa Lindsay Duncan na série Roma de 2005, da HBO;
- Trudie Styler a interpretou na série da ABC Empire, de 2005.